# Feuchtgebiete bei Waldburg und Kißlegg
Das Gebiet Feuchtgebiete bei Waldburg und Kißlegg ist ein 2015 durch das Regierungspräsidium Tübingen nach der Richtlinie 92/43/EWG (Fauna-Flora-Habitat-Richtlinie) angemeldetes Schutzgebiet (Schutzgebietskennung DE-8224-311) im Südosten des deutschen Landes Baden-Württemberg. Mit Verordnung des Regierungspräsidiums Tübingen vom 5. November 2018 (in Kraft getreten am 11. Januar 2019), wurde das Schutzgebiet förmlich ausgewiesen.

## Lage
Das rund 1529 Hektar große Schutzgebiet Feuchtgebiete bei Waldburg und Kißlegg gehört naturräumlich zum Westallgäuer Hügelland. Seine 39 Teilgebiete liegen in den Gemeinden Amtzell, Bad Wurzach, Bodnegg, Grünkraut, Kißlegg, Leutkirch im Allgäu, Schlier, Vogt, Waldburg, Wangen im Allgäu und Wolfegg im Landkreis Ravensburg.

## Geschichte
Das Schutzgebiet ist 2015 durch Zusammenlegung der FFH-Gebiete 8224-341 Feuchtgebiete bei Waldburg und 8225-341 Weiher und Moore bei Kißlegg entstanden.

## Schutzzweck

### Lebensraumtypen
Folgende Lebensraumtypen nach Anhang I der FFH-Richtlinie kommen im Gebiet vor:
| EU Code | * | Lebensraumtyp (offizielle Bezeichnung)                                                                              | Kurzbezeichnung                                       |
| ------- | - | --- | ----------------------------------------------------- |
| 3130    |   | Oligo- bis mesotrophe stehende Gewässer mit Vegetation der Littorelletea uniflorae und/oder der Isoëto-Nanojunceata | Nährstoffarme bis mäßig nährstoffreiche Stillgewässer |
| 3150    |   | Natürliche eutrophe Seen mit einer Vegetation des Magnopotamions oder Hydrocharitions                               | Natürliche nährstoffreiche Seen                       |
| 3160    |   | Dystrophe Seen und Teiche                                                                                           | Dystrophe Seen                                        |
| 3260    |   | Flüsse der planaren bis montanen Stufe mit Vegetation des Ranunculion fluitantis und des Callitricho-Batrachion     | Fließgewässer mit flutender Wasservegetation          |
| 6230    | * | Artenreiche montane Borstgrasrasen (und submontan auf dem europäischen Festland) auf Silikatböden                   | Artenreiche Borstgrasrasen                            |
| 6410    |   | Pfeifengraswiesen auf kalkreichem Boden, torfigen und tonig-schluffigen Böden (Molinion caeruleae)                  | Feuchte Hochstaudenfluren                             |
| 6430    |   | Feuchte Hochstaudenfluren der planaren und montanen bis alpinen Stufe                                               | Feuchte Hochstaudenfluren                             |
| 6510    |   | Magere Flachland-Mähwiesen (Alopecurus pratensis, Sanguisorba officinalis)                                          | Magere Flachland-Mähwiesen                            |
| 7110    |   | Lebende Hochmoore                                                                                                   | Naturnahe Hochmoore                                   |
| 7120    | * | Noch renaturierungsfähige degradierte Hochmoore                                                                     | Geschädigte Hochmoore                                 |
| 7140    |   | Übergangs- und Schwingrasenmoore                                                                                    | Übergangs- und Schwingrasenmoore                      |
| 7150    |   | Torfmoor-Schlenken (Rhynchosporion)                                                                                 | Torfmoor-Schlenken                                    |
| 7210    | * | Kalkreiche Sümpfe mit Cladium mariscus und Arten des Caricion davallianae                                           | Kalkreiche Sümpfe mit Schneidried                     |
| 7220    | * | Kalktuffquellen (Cratoneurion)                                                                                      | Kalktuffquellen                                       |
| 7230    |   | Kalkreiche Niedermoore                                                                                              | Kalkreiche Niedermoore                                |
| 8210    |   | Kalkfelsen mit Felsspaltenvegetation                                                                                | Kalkfelsen mit Felsspaltenvegetation                  |
| 91D0    | * | Moorwälder | Moorwälder                                            |
| 91E0    | * | Auen-Wälder mit Alnus glutinosa und Fraxinus excelsior (Alno-Padion, Alnion incanae, Salicion albae)                | Auenwälder mit Erle, Esche, Weide                     |
| 9410    |   | Montane bis alpine bodensaure Fichtenwälder (Vaccinio-Piceetea)                                                     | Bodensaure Nadelwälder                                |

### Arteninventar
Folgende Arten von gemeinschaftlichem Interesse kommen im Gebiet vor:
| Bild                               | EU Code | * | Art                                | wissenschaftlicher Name     | Artengruppe           |
| ---------------------------------- | ------- | - | ---------------------------------- | --------------------------- | --------------------- |
| Vierzähnige Windelschnecke         | 1013    |   | Vierzähnige Windelschnecke         | Vertigo geyeri              | Schnecken             |
| Schmale Windelschnecke             | 1014    |   | Schmale Windelschnecke             | Vertigo angustior           | Schnecken             |
| Große Moosjungfer                  | 1042    |   | Große Moosjungfer                  | Leucorrhinia pectoralis     | Libellen              |
| Helm-Azurjungfer                   | 1044    |   | Helm-Azurjungfer                   | Coenagrion mercuriale       | Libellen              |
| Heller Wiesenknopf-Ameisenbläuling | 1059    |   | Heller Wiesenknopf-Ameisenbläuling | Maculinea teleius           | Schmetterlinge        |
| Goldener Scheckenfalter            | 1065    |   | Goldener Scheckenfalter            | Euphydryas aurinia          | Schmetterlinge        |
| Steinkrebs                         | 1093    | * | Steinkrebs                         | Austropotamobius torrentium | Krebse                |
| Steinbeißer                        | 1149    |   | Steinbeißer                        | Cobitis taenia              | Fische und Rundmäuler |
| Groppe                             | 1163    |   | Groppe                             | Cottus gobio                | Fische und Rundmäuler |
| Biber                              | 1337    |   | Biber                              | Castor fiber                | Säugetiere            |
| Firnisglänzendes Sichelmoos        | 1381    |   | Firnisglänzendes Sichelmoos        | Drepanocladus vernicosus    | Moose                 |
| Sumpf-Glanzkraut                   | 1903    |   | Sumpf-Glanzkraut                   | Liparis loeselii            | Pflanzen              |
| Sumpf-Siegwurz                     | 4096    |   | Sumpf-Siegwurz                     | Gladiolus palustris         | Pflanzen              |

Die ursprünglich für das Gebiet gemeldeten Arten Kammmolch, Kleine Flussmuschel, Dunkler Wiesenknopf-Ameisenbläuling und Bauchige Windelschnecke konnten nicht nachgewiesen werden.

### Zusammenhängende Schutzgebiete
Das FFH-Gebiet umfasst die Naturschutzgebiete Scheibensee, Felder See, Blauensee, Bohlweiher, Dietenberger Weiher, Quellmoore bei Englisreute, Gründlensee-Rötseemoos, Pfaumoos, Niggelmoos und Bei der Schleife, Sigrazhofer Ried, Neuhauser Moos-Nollenweiher, Arrisrieder Moos und Moore und Weiher um Brunnen.